# Жанааульський сільський округ (Тарбагатайський район)
Жанаау́льський сільський округ (каз. Жаңаауыл ауылдық округі, рос. Жанааульский сельский округ) — адміністративна одиниця у складі Тарбагатайського району Східноказахстанської області Казахстану. Адміністративний центр — село Жанаауил.
Населення — 1188 осіб (2021; 1943 у 2009, 3250 у 1999, 3219 у 1989).
Станом на 1989 рік існувала Максимо-Горьківська сільська рада (села Аккора, Ахметбулак, Жанааул, Жанаталап), село Сариолен перебувало у складі Покровської сільської ради. 1998 року до складу округу було передане село Сариолен Манирацького сільського округу. Тоді ж було ліквідовано село Аккора.

## Склад
До складу округу входять такі населені пункти:
| Населений пункт  | Старі назви        | Населення, осіб (1989) | Населення, осіб (1999) | Населення, осіб (2009) | Населення, осіб (2021) |
| ---------------- | ------------------ | ---------------------- | ---------------------- | ---------------------- | ---------------------- |
| Аккора, село     | Зимовка            | 7                      | -                      | -                      | -                      |
| Ахметбулак, село | -                  | 544                    | 608                    | 336                    | 150                    |
| Жанаауил, село   | Жанааул, Жана-Ауил | 1582                   | 1554                   | 1017                   | 682                    |
| Жанаталап, село  | Жана-Талап         | 459                    | 524                    | 369                    | 239                    |
| Сариолен, село   | Сарулен            | 627                    | 564                    | 221                    | 117                    |